# Curtonotum fumipenne
Curtonotum fumipenne är en tvåvingeart som beskrevs av Friedrich Georg Hendel 1913. Curtonotum fumipenne ingår i släktet Curtonotum och familjen Curtonotidae.
Artens utbredningsområde är Bolivia. Inga underarter finns listade i Catalogue of Life.